# Génelard
Génelard is een gemeente in het Franse departement Saône-et-Loire (regio Bourgogne-Franche-Comté). De plaats maakt deel uit van het arrondissement Charolles. Génelard telde op 1 januari 2022 1.407 inwoners.

## Geografie
De oppervlakte van Génelard bedroeg op 1 januari 2022 22,13 vierkante kilometer; de bevolkingsdichtheid was toen 63,6 inwoners per km².

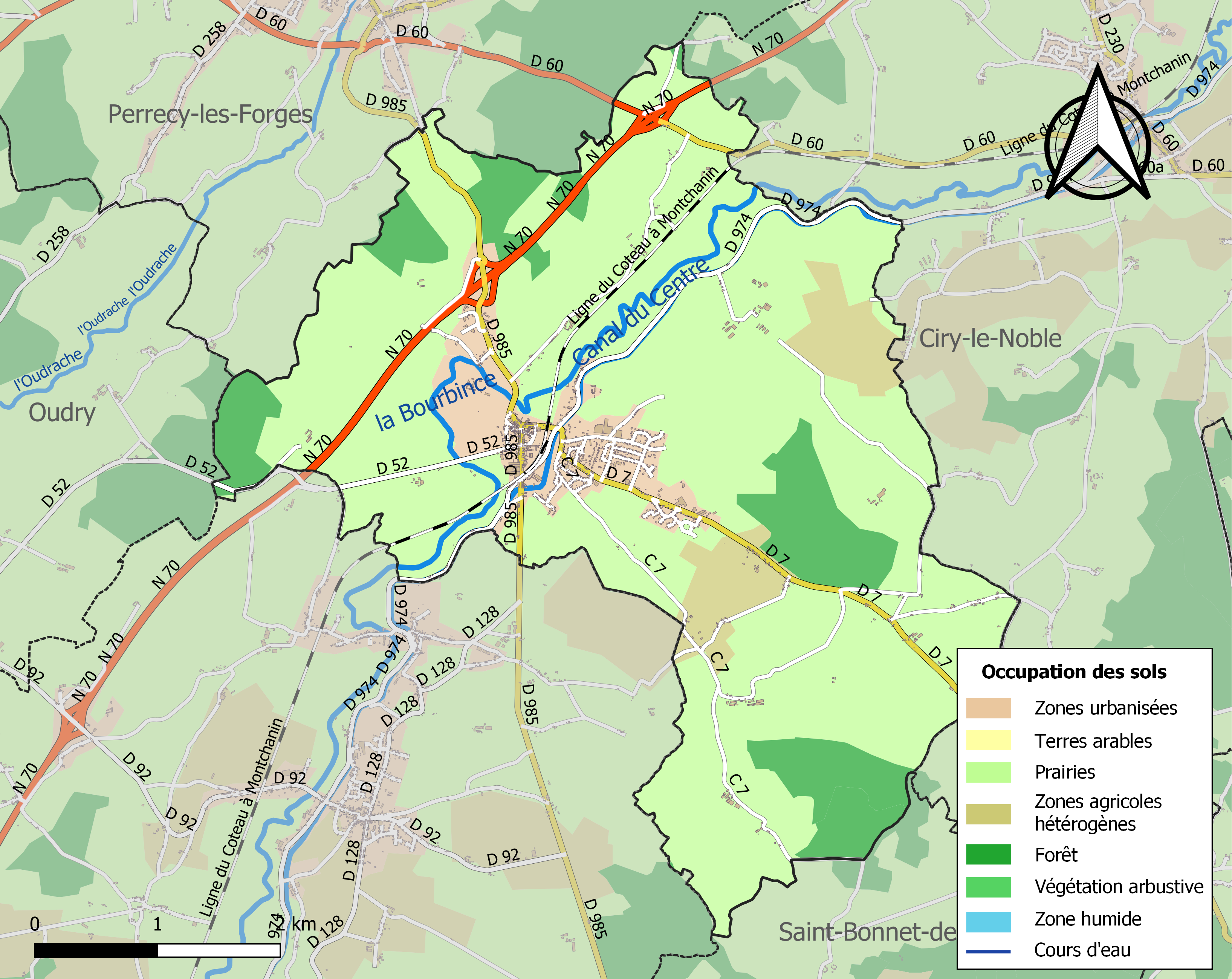
Kaart van de gemeente met de belangrijkste infrastructuur, bodemgebruik en omliggende gemeenten

## Demografie
Onderstaande figuur toont het verloop van het inwonertal (bron: INSEE-tellingen).

## Geboren
- Jean Laronze (1852-1937), kunstschilder